# Sphenomorphus maculatus
Espèce
Synonymes
- Lissonota maculata Blyth, 1853
- Lygosoma maculatum (Blyth, 1853)
- Lygosoma mitanense Annandale, 1905
- Lygosoma melanochlorum Vogt, 1932
- Sphenomorphus melanochlorum Vogt, 1932

Sphenomorphus maculatus est une espèce de sauriens de la famille des Scincidae.

## Répartition
Cette espèce se rencontre :
- au Yunnan en République populaire de Chine ainsi qu'au Tibet ;
- au Népal ;
- au Bhoutan ;
- au Bangladesh ;
- en Inde dans les États du Bengale-Occidental et dans les îles Andaman et Nicobar ;

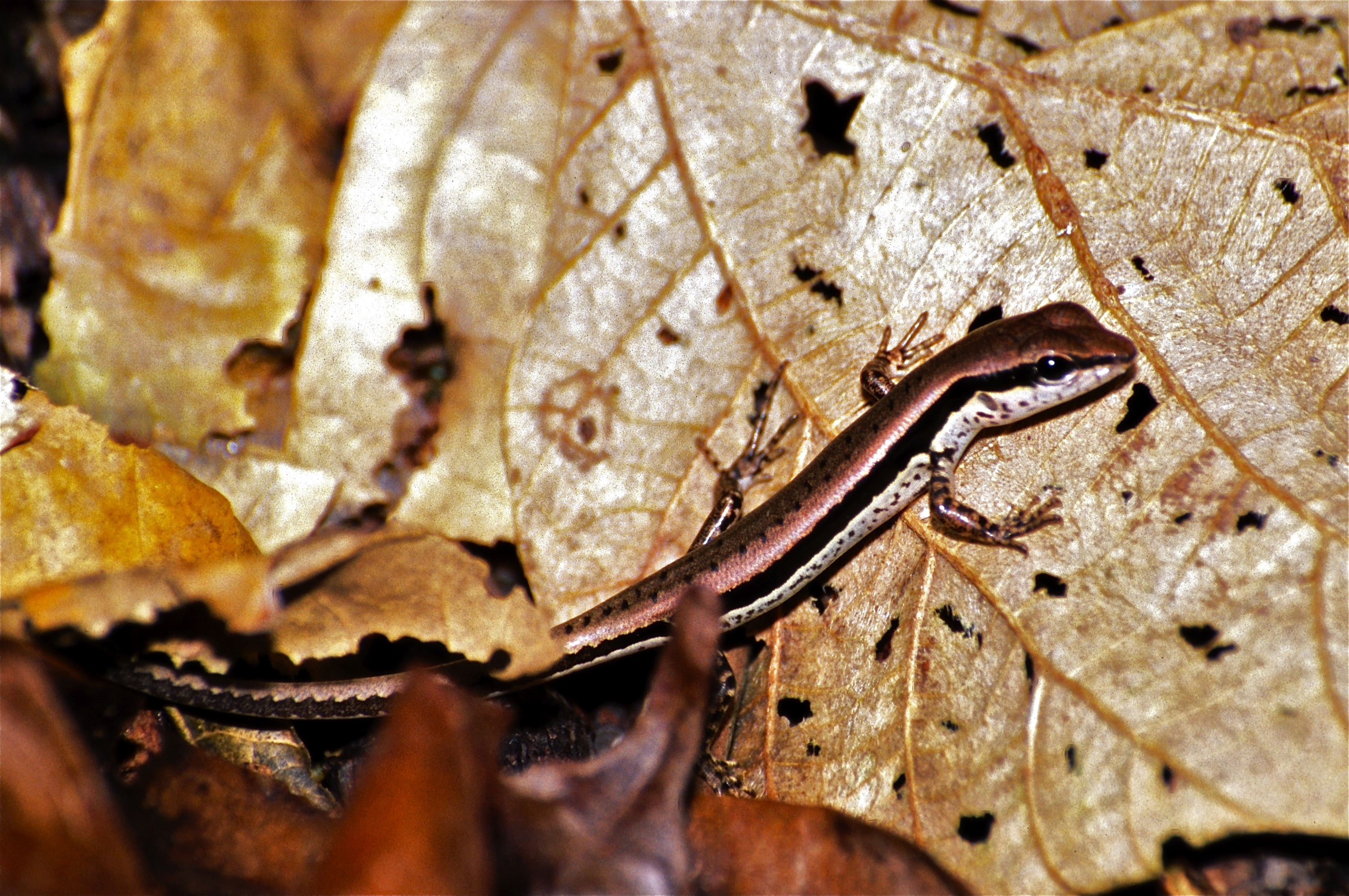
Sphenomorphus maculatus, parc national de Khao Yai, Thaïlande

- en Malaisie péninsulaire ;
- au Viêt Nam ;
- au Cambodge ;
- en Birmanie ;
- en Thaïlande ;
- en Indonésie ;
- en Nouvelle-Guinée.

## Liste des sous-espèces
Selon The Reptile Database (7 décembre 2012) :
- Sphenomorphus maculatus maculatus (Blyth, 1853)
- Sphenomorphus maculatus mitanensis (Annandale, 1905)

## Publications originales
- Annandale, 1905 : Contributions to Oriental Herpetology. Suppl. III. Notes on the Oriental lizards in the Indian Museum, with a list of the species recorded from British India and Ceylon. Journal and Proceedings of the Asiatic Society of Bengal, sér. 2, vol. 1, p. 139-151 (texte intégral).
- Blyth, 1854 "1853" : Notices and descriptions of various reptiles, new or little-known. Journal of the Asiatic Society of Bengal, vol. 22, p. 639–655 (texte intégral).